# Augusto Severo
Augusto Severo är en kommun i Brasilien.   Den ligger i delstaten Rio Grande do Norte, i den östra delen av landet, 1 600 km nordost om huvudstaden Brasília. Antalet invånare är 9 289.
Omgivningarna runt Augusto Severo är huvudsakligen savann. Runt Augusto Severo är det glesbefolkat, med 12 invånare per kvadratkilometer.